# الأجوبة الفاخرة عن الأسئلة الفاجرة (كتاب)
كتاب لشهاب الدين القرافي في علم مقارنة الأديان يرد فيه المصنف على رسالة أنشأها بعض المسيحيين مشتملة على الاحتجاج بالقرآن على صحة مذهبهم .
وقد قسم المصنف رده في هذا الكتاب إلى أربعة أبواب : الأول في بيان ما التبس عليه من القرآن الكريم متتبعا في ذلك رسالته حرفا بحرف والثاني في أسئلة أخرى يكثر صدورها من أهل الكتاب والجواب عليها، والثالث في معارضة أسئلتهم بمائة سؤال أوردها المصنف على اليهود والمسيحيين معا يتعذر عليهم الجواب عنها، والرابع في إبداء ما في كتبهم مما يدل على صحة مذهب المسلمين
طبع في دار الكتب العلمية بيروت، وفي دار عالم الكتب بيروت بتحقيق محمد مجدي الشهاوي، وطبعة بتحقيق الدكتور بكر زكي عوض الطبعة الثانية سنة 1407 هـ .